# Pheletes
Pheletes là một chi bọ cánh cứng trong họ 
Elateridae.
Chi này được miêu tả khoa học năm 1858 bởi Kiesenwetter.

## Các loài
Các loài trong chi này gồm:
- Pheletes aeneoniger (DeGeer, 1774)
- Pheletes quercus (A. G. Olivier, 1790)
- Pheletes reitteri Gurjeva, 1976

## Hình ảnh

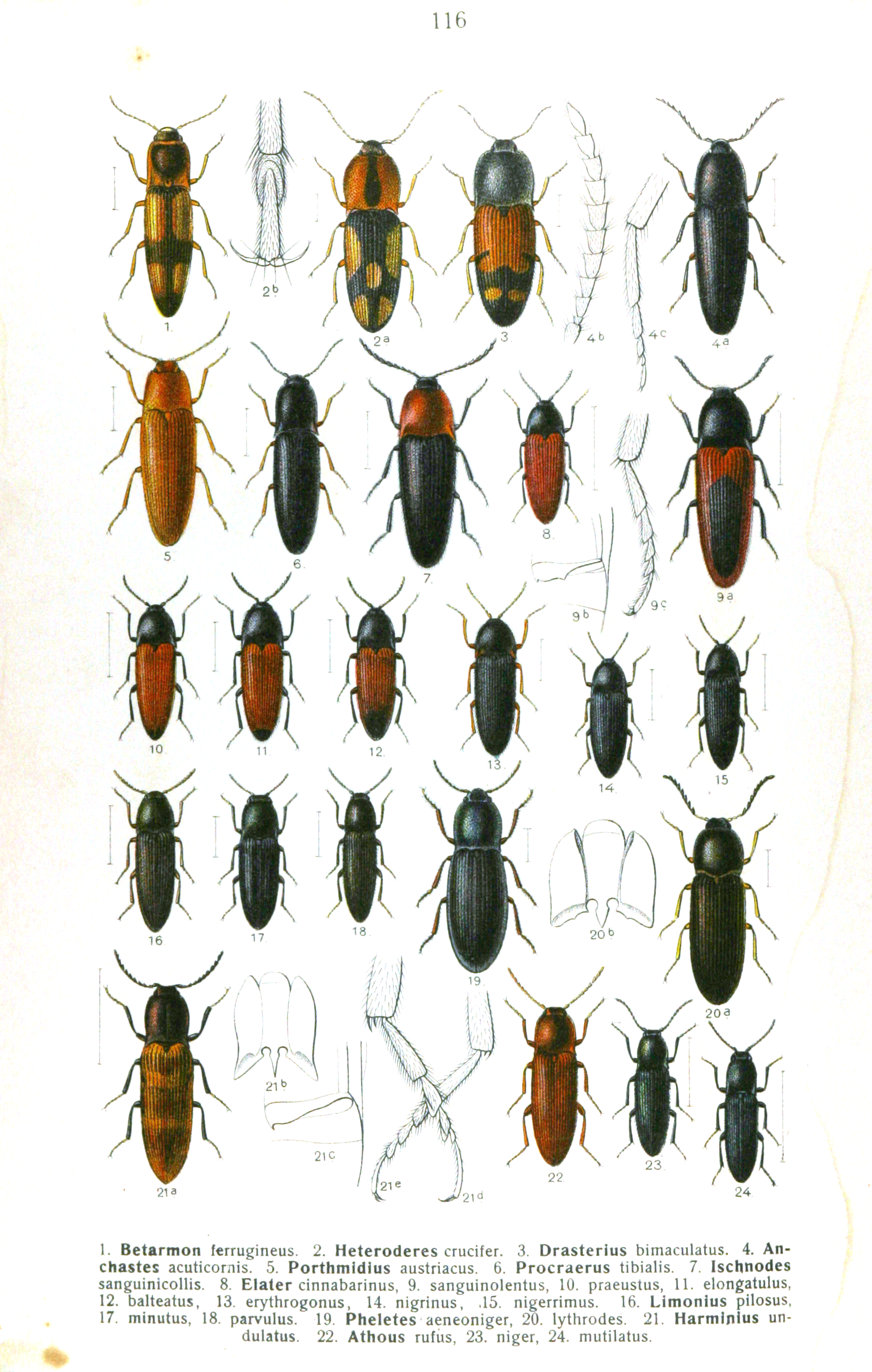